# Valérie De Bue
Valérie De Bue, née le 7 octobre 1966 à Vilvorde, est une femme politique belge wallonne, membre du Mouvement Réformateur (MR). Active en politique depuis 2000, elle a servi en tant que députée fédérale et échevine à Nivelles avant d'occuper divers postes ministériels au sein du gouvernement wallon depuis 2017. Elle est présidente du Sénat de 2024 à 2025.

## Biographie
Engagée en politique, depuis 2000, aux côtés de Louis Michel, Charles Michel et Serge Kubla, elle attache une importance toute particulière aux questions de mobilité, de sécurité routière et du statut des personnes handicapées.
Députée fédérale depuis 2003, elle est réélue en juin 2007 ainsi qu'en 2010 en occupant la seconde place de la liste MR en Brabant wallon.
Échevine à la ville de Nivelles depuis 2006 dont elle est actuellement la Première Échevine, elle se voit proposer en 2014 la tête de la liste régionale du MR en Brabant wallon. Elle est alors élue Députée à la Région wallonne et est désignée sénatrice de communauté.
Le 28 juillet 2017, elle est nommée ministre des Pouvoirs locaux, du Logement et des Infrastructures sportives au sein du Gouvernement wallon. Elle mène la liste MR à la Région wallon dans la circonscription de Nivelles aux élections régionales du 26 mai 2019. Elle est élue avec 22 782 voix de préférence. Elle conserve des responsabilités au sein du nouveau gouvernement wallon mais hérite de nouvelles compétences : la Fonction publique, le Tourisme, le Patrimoine et la Sécurité routière.
Le 1er octobre 2020, elle est brièvement démise de son portefeuille ministériel: Georges-Louis Bouchez, le président du MR, décide de la remplacer au sein de l’exécutif régional par l’ex-ministre fédéral Denis Ducarme. Ignorant que cette décision violait la législation wallonne (en avril 2019, le parlement wallon a voté un décret qui impose une parité hommes/femmes de deux tiers/un tiers au sein du gouvernement), face aux vives réactions manifestées, entre autres, sur les réseaux sociaux, il se voit obligé de revenir sur sa décision et, deux heures plus tard, Valérie De Bue retrouve son portefeuille ministériel,,. Quelques jours plus tard, le 7 octobre 2020, elle est informée avoir été testée positive à la COVID-19; par précaution, les ministres du gouvernement wallon suspendent leurs activités en attente des résultats de leurs tests et télétravaillent : la séance du gouvernement wallon du 8 octobre 2020 se tient par vidéoconférence.

## Distinctions
- Commandeur de l'ordre de Léopold en 2020[12].

## Fonctions politiques
- Échevine à Nivelles de 2006 à 2014 ;
- Députée fédérale du 18 mai 2003 au 25 mai 2014 ;
- Députée wallonne depuis le 25 mai 2014 ;
- Sénatrice de communauté depuis 2014 ;
- Ministre wallonne des Pouvoirs locaux, du Logement, et des Infrastructures sportives de juillet 2017 à septembre 2019 ;
- Ministre wallonne de la Fonction publique, de l'Informatique, de la Simplification administrative, chargée des Allocations familiales, du Tourisme, du Patrimoine et de la Sécurité routière de septembre 2019 à juillet 2024 ;
- Présidente de Groupe MR au Parlement de Wallonie depuis juillet 2024 ;
- Présidente du Sénat depuis le 25 juillet 2024